# 赤符
赤符（1337年正月—七月）为中国元朝时期广東增城起事者朱光卿（國號大金）的年号，前后共7个月。

## 西曆紀年對照表
| 赤符 | 元年   |
| ---- | ------ |
| 公元 | 1337年 |
| 干支 | 丁丑   |

## 同期存在的其他政权年号
- 中國
  - 至元（1333年－1340年）：元朝—元惠宗之年号
- 越南
  - 開祐（1329年－1341年）：陳朝—陳憲宗陳旺之年號
- 日本
  - 建武（1334年－1338年）：后醍醐天皇与光明天皇之年号
  - 延元（1336年－1340年）：南朝—后醍醐天皇与后村上天皇之年号

## 參看
- 中国年号索引

## 深入閱讀
- 李崇智. . 北京: 中華書局. 2004年12月. ISBN 7101025129.
- 鄧洪波. . 臺北: 國立臺灣大學東亞經典與文化研究計劃. 2005年3月  [2021-11-07]. ISBN 9789860005189. （原始内容 (pdf)存档于2007-08-25）.